# Pomorze

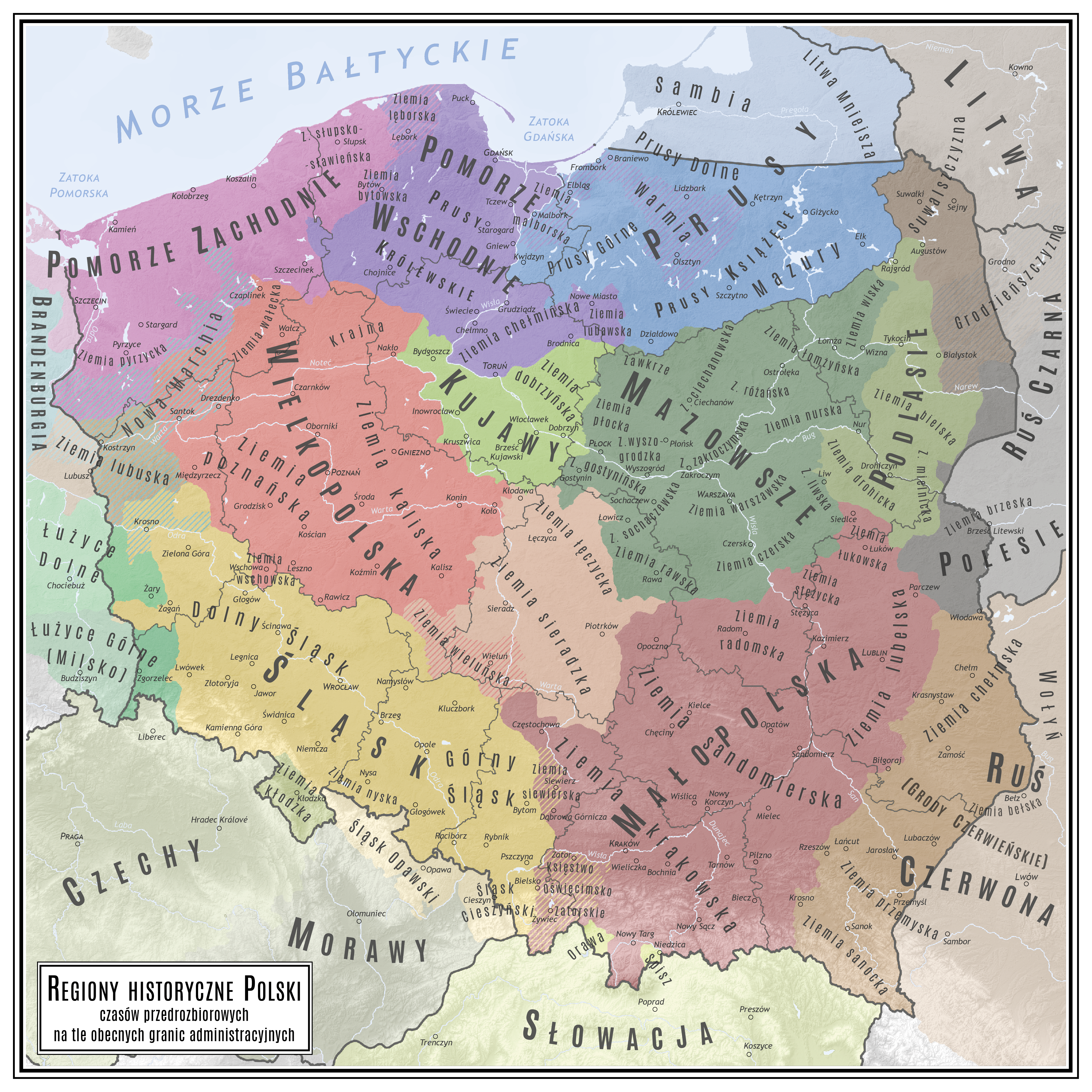
Pomorze i inne krainy historyczne Polski na tle współczesnych granic administracyjnych

Pomorze (kaszub. Pòmòrskô, Pòmòrzé, niem. i szw. Pommern, łac. Pomerania) – kraina historyczna na terenie Polski i Niemiec, z granicą biegnącą na rzece Reknica (na zachodzie) oraz po linii Warty, Noteci, Wisły i Drwęcy na południu i południowym wschodzie.

## Toponimia
Nazwa Pomorze we wszystkich językach wywodzi się od języka słowiańskiego, łącząc dwa wyrazy po i morze co oznacza dosłownie „ziemię sięgającą po morze”. Wtórne nazwy jak średniowieczna łacińska Pomerania oraz niemiecka Pommern bezpośrednio wywodzą się od nazwy słowiańskiej. W źródłach środkowopolskich termin Pomorze był zapisywany jako Pomorania lub Pomorani.
Nazwa ta została po raz pierwszy została użyta w dokumencie z 1046 tzw. Rocznikach z Nieder Altaich, w odniesieniu do jednego z książąt pomorskich Siemomysła pomorskiego – Zemuzil dux Bomeranorum (pol. Siemomysł książę Pomorzan). Nazwę Pomorze odnotowują także kroniki średniowieczne Adama z Bremy ok. roku 1070 oraz Kronika polska spisana przez Galla Anonima ok. 1113.

## Geografia
Pomorze obejmuje znaczny obszar w północnej części Polski i północno-wschodniej części Niemiec. Obejmuje Pomorze Przednie, Rugię, Pobrzeże Szczecińskie, Pobrzeże Koszalińskie, Pobrzeże Gdańskie, Kaszuby, Pojezierze Pomorskie, ziemię chełmińską i Krajnę. 
Większa część Pomorza znajduje się w granicach Polski, w obrębie województw: zachodniopomorskiego, pomorskiego i kujawsko-pomorskiego. Niewielkie fragmenty regionu znajdują się w województwach: wielkopolskim, warmińsko-mazurskim i lubuskim. Po stronie niemieckiej znajduje się Pomorze Przednie. Jego terytorium prawie w całości znajduje się w obrębie kraju związkowego Meklemburgia-Pomorze Przednie, jedynie tereny nadodrzańskie z miastem Gartz wchodzą w skład kraju związkowego Brandenburgia. Podział ten ukształtował się w wyniku trzech konferencji pokojowych (Teheran, Jałta, Poczdam), kończących II wojnę światową.
Na Pomorzu dominuje krajobraz morenowy, a więc występują tu liczne naturalne jeziora, w tym położone w granicach administracyjnych Szczecina jezioro Dąbie – trzecie co do wielkości jezioro w Polsce. Całe Pomorze leży w zlewisku Morza Bałtyckiego. Charakterystyczną cechą regionu są krótkie, uchodzące bezpośrednio do morza rzeki, jak Parsęta, Rega, Słupia, Łeba czy Piana, oraz duże, płytkie jeziora przybrzeżne, jak Łebsko i Gardno. Na rzekach, głównie na Słupi, znajdują się zbiorniki retencyjne. Największe z nich to Konradowo i Głębokie. Do celów energetycznych wykorzystano również jeziora naturalne: Kwiecko koło Żydowa oraz Żarnowieckie. Woda z tych zbiorników zasila elektrownie szczytowo-pompowe.
Porty morskie Pomorza o największym przeładunku to: Port Szczecin, Port Świnoujście, Port Gdańsk, Port Gdynia, Port Police i Port Kołobrzeg.

## Podział na regiony
Najprostszy i najbardziej rozpowszechniony podział dzieli Pomorze na dwa główne regiony:
- Pomorze Zachodnie
- Pomorze Gdańskie (będące zachodnią częścią Pomorza Nadwiślańskiego)

Podział ten ukształtował się w średniowieczu, gdy region gdański został zajęty przez Polskę, a region zachodni – tylko zhołdowany. Podział ten został podtrzymany przez dalsze dzieje. W skład Pomorza Zachodniego wchodziły księstwa, od których nazw wzięły kolejne części regionu:
- Pomorze Tylne (Pomorze Nadodrzańskie, na bazie księstwa szczecińskiego)
- Pomorze Przednie (Pomorze Wołogoskie, na bazie księstwa wołogoskiego)
- Rugia (Pomorze Rańskie, na bazie księstwa Rugii)

Pojawiły się również obszary przejściowe, które formalnie nie należały do żadnej ze stron: ziemia lęborsko-bytowska.
Na Pomorzu Gdańskim natomiast powstał podział na poszczególne regiony kulturowe: 
- Bory Tucholskie
- Kaszuby
- Kociewie

Dodatkowo część terenu Borów Tucholskich nachodzi na teren Kaszub (np. Zabory). 
Pomorze Gdańskie jest zachodnią częścią Pomorza Nadwiślańskiego, do którego włącza się też:
- ziemię chełmińską (wraz z ziemią lubawską i michałowską, wchodzące w niej skład)
- niekiedy tereny po wschodniej stronie dolnego odcinka Wisły (Powiśle, będące pod względem kulturowym na pograniczu Prus i Pomorza) oraz obszar na północ od Noteci i na zachód od Brdy (Krajnę, będącą pograniczem kulturowym Wielkopolski i Pomorza).

## Historia
Po opuszczeniu terenów południowego pobrzeża Bałtyku przez plemiona germańskie ich miejsce zajęły ludy słowiańskie.

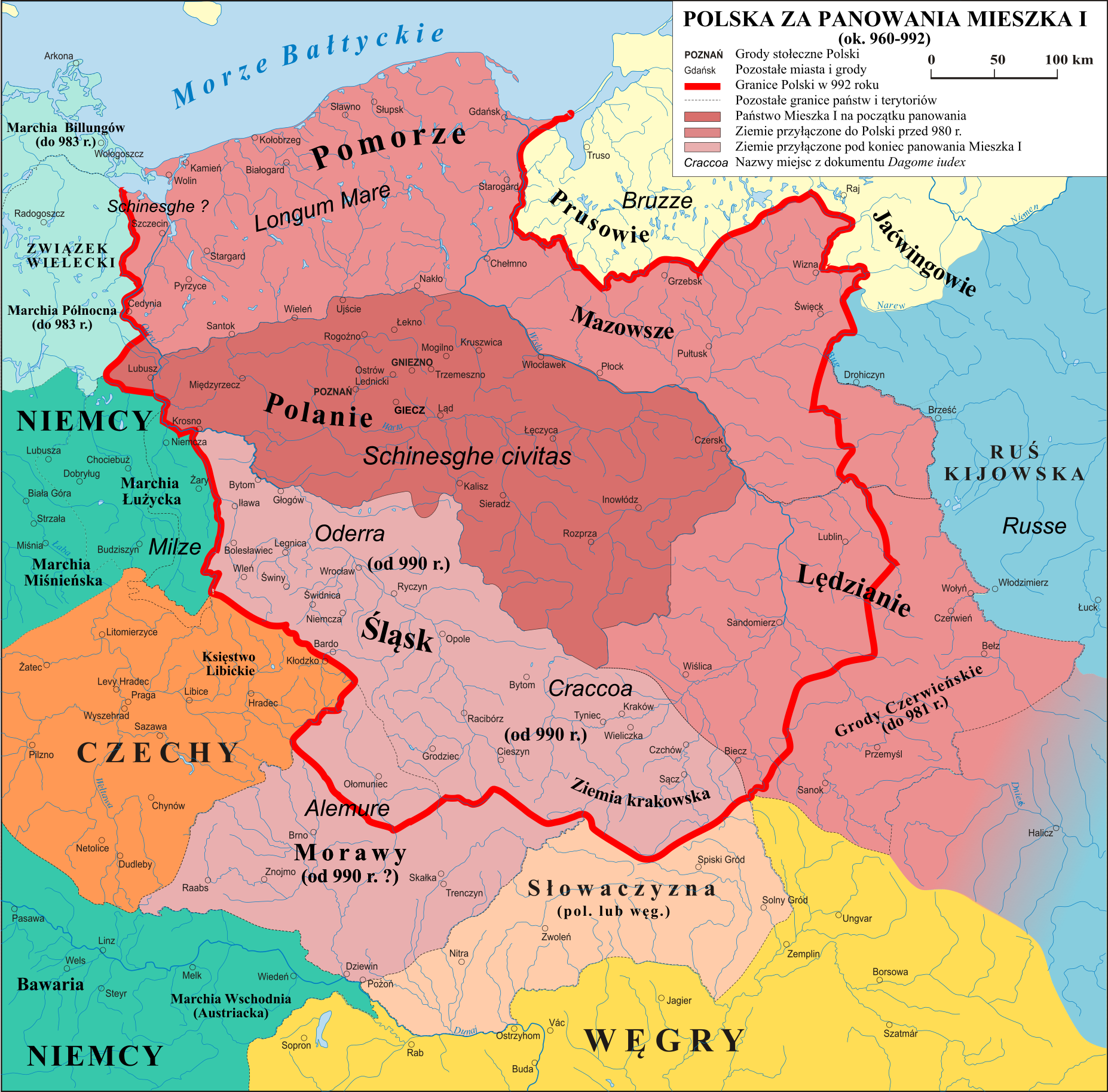
Polska za panowania księcia Mieszka I

Badania archeologiczne i językoznawcze pozwalają przyjąć, że na zachód od Odry rozprzestrzenili się Wieleci i Obodrzyci, zaś na wschód od tej rzeki grupa plemion dziś nazywanych kaszubskimi. Plemiona kaszubskie pierwotnie nie zamieszkiwały całego obszaru między dolną Odrą i dolną Wisłą w zwartej masie. Ich osadnictwo skupiło się w dorzeczach Odry, Płoni, Iny, Piaśnicy i Słupi. Na obszarze tym ukształtowało się w dorzeczu Odry plemię Szczecinian z grodem w Szczecinie, Pyrzyczan (Pirissani) nad Płonią, Drawianie nad Iną i nad górną Drawą z grodem w Stargardzie, Siewierzanie nad Parsętą i Regą z grodami w Białogardzie, Kołobrzegu i Trzebiatowie oraz Wolinianie nad Dziwną z grodami w Kamieniu i Wolinie.
Ziemie między ujściami Wisły i Odry podbite zostały przez władców polskich, jednak przy każdym osłabieniu władzy centralnej górę brały dążenia do odzyskania niezależności. Pierwszy swoją władzę nad całym Pomorzem między Wisłą a Odrą rozciągnął najprawdopodobniej Mieszko I. Ponownego podboju dokonywali Kazimierz I Odnowiciel oraz Bolesław III Krzywousty. W wyniku naporu Sasów do XIII wieku całe Pomorze zaodrzańskie znalazło się w granicach Cesarstwa.

W czasie rozbicia dzielnicowego Pomorze przedodrzańskie praktycznie uniezależniło się od Korony pod rządami rodu Gryfitów. Księstwa Gryfitów, choć sięgnęły po część ziem zaodrzańskich, same podatne były na rozbicie i w 1181 roku popadły w silną zależność lenną od Cesarstwa. Bliższe związki z Krakowem wykazywało Pomorze Gdańskie, które po rządach lokalnej dynastii wróciło pod władzę Łokietka, aby niemal natychmiast w 1308 roku zostać zdobyte przez Krzyżaków (Rzeź gdańska).

Herb księstwa pomorskiego z XV-XVII wieku

Pod koniec swego życia nieudaną próbę ponownego związania Pomorza Zachodniego z Koroną podjął Kazimierz III Wielki, pragnąc uczynić swym dziedzicem wnuka, Kaźka, księcia słupskiego. Po drugim pokoju toruńskim w 1466 roku Pomorze Gdańskie wróciło pod władzę króla Polski.
W 1637 wymarła dynastia Gryfitów. W 1648 w wyniku pokoju westfalskiego zachodnia część księstwa pomorskiego z Rugią i ujściem Odry przypadła Szwecji, a wschodnia elektoratowi Brandenburgii. Posiadłości szwedzkie z czasem coraz bardziej przechodziły na rzecz przeradzającej się w Prusy Brandenburgii. W 1720 roku Szczecin przeszedł pod władanie Prus, stając się stolicą prowincji Pommern. Prusy objęły wreszcie całe Pomorze Zachodnie w wyniku kongresu wiedeńskiego w 1815 przejmując ostatnią jego część należącą do Szwecji (Wolgast, Greifswald, Stralsund i Rugię).
Po reformie administracyjnej z 1818 roku Pomorze Zachodnie tworzyło prowincję Pommern, w skład której wchodziły rejencje szczecińska, stralsundzka i koszalińska. W 1932 roku rejencja stralsundzka została włączona do rejencji szczecińskiej, natomiast w 1938 roku powstała na południu Pomorza Zachodniego nowa rejencja pilska, po likwidacji Marchii Pogranicznej. W wyniku zakończenia II wojny światowej wschodnia część Pomorza Zachodniego przypadła Polsce, a jej ludność została wysiedlona. Zachodnia część Pomorza Zachodniego (Pomorze Przednie i skrawki Pomorza Szczecińskiego) znalazły się w granicach radzieckiej strefy okupacyjnej, a następnie NRD. Obecnie wraz z Meklemburgią stanowi kraj związkowy Meklemburgia-Pomorze Przednie.

### Herb księstwa pomorskiego
Książę Bogusław X (1454-1523), po zjednoczeniu pod swym berłem wszystkich ziem pomorskich (1478), ustalił krótko po 1500 dziewięciopolowy tzw. wielki herb księstwa pomorskiego. Wg innych źródeł herb dziewięciopolowy zjednoczonego księstwa pojawił się około 1530 roku, za panowania księcia Jerzego I (1523–1531). 
W kolejnych polach począwszy od pierwszego górnego prawego (heraldycznie) widniały kolejno herby:
- księstwa szczecińskiego, w polu błękitnym czerwony ukoronowany gryf w lewo
- księstwa pomorskiego (słupskiego), w polu srebrnym czerwony gryf
- księstwa kaszubskiego, w polu złotym czarny gryf
- księstwa wendyjskiego, w polu srebrnym gryf w lewo w trzy czerwone i trzy zielone skosy
- księstwa rugijskiego, w polu dwudzielnym w pas, w górnym złotym czarny połulew ukoronowany, w dolnym błękitnym czerwona krokiew łamana pięciokrotnie
- władztwo Uznam (Herschaft Usedom), w polu czerwonym srebrny poługryf z rybim ogonem
- ziemi bardzkiej (Barth), w złotym polu czarny gryf w lewo z dwoma piórami skrzydeł srebrnymi
- hrabstwa choćkowskiego (Gützkow), w polu złotym dwie czerwone belki w krzyż i cztery czerwone róże po bokach
- księstwa wołogoskiego, w polu dwudzielnym w pas, w górnym czerwonym srebrny poługryf, w dolnym złoto-błękitna szachownica.

### Pomorze Gdańskie
Związki z Krakowem wykazywało Pomorze Gdańskie, które po rządach lokalnej dynastii wróciło pod władzę Łokietka, aby niemal natychmiast w 1308 roku zostać zdobyte przez Krzyżaków (rzeź Gdańska).
W 1772, w efekcie I rozbioru Rzeczypospolitej, w granicach Królestwa Prus znalazło się polskie dotąd Pomorze Gdańskie (z wyjątkiem Gdańska). Po reformie administracyjnej z 1818 roku Pomorze Wschodnie wchodziło w skład prowincji Westpreussen (Prusy Zachodnie), dzielącą się na rejencję gdańską i kwidzyńską.
Po I wojnie światowej odrodzona Polska otrzymała okrojone Pomorze Gdańskie, które wkrótce stało się jednym z pretekstów hitlerowskiego ataku w roku 1939. Po II wojnie światowej, w wyniku decyzji Wielkiej Trójki, Polska otrzymała całe Pomorze między Wisłą a Odrą. W granicach NRD, a potem zjednoczonych Niemiec pozostało tzw. Pomorze Przednie (niem. Vorpommern), które wraz z Meklemburgią stanowi kraj związkowy.

## Miasta
Do największych miast Pomorza (powyżej 20 tys. mieszkańców) należą:
| Lp. | Miasto                                 | Populacja | Powierzchnia | Państwo | Jednostka administracyjna       | Podregion(y)                                                                    |
| --- | -------------------------------------- | --------- | ------------ | ------- | ------------------------------- | ------------------------------------------------------------------------------- |
| 1.  | Gdańsk                                 | 470 633   | 683 km²      | Polska  | województwo pomorskie           | Pomorze Nadwiślańskie, Pomorze Gdańskie, Kaszuby                                |
| 2.  | Szczecin                               | 396 472   | 300,55 km²   | Polska  | województwo zachodniopomorskie  | Pomorze Zachodnie                                                               |
| 3.  | Gdynia                                 | 244 104   | 130,79 km²   | Polska  | województwo pomorskie           | Pomorze Nadwiślańskie, Pomorze Gdańskie, Kaszuby                                |
| 4.  | Toruń                                  | 198 273   | 115,72 km²   | Polska  | województwo kujawsko-pomorskie  | Pomorze Nadwiślańskie, ziemia chełmińska                                        |
| 5.  | Elbląg                                 | 117 952   | 79,82 km²    | Polska  | województwo warmińsko-mazurskie | Prusy lub Pomorze Nadwiślańskie, Powiśle/ziemia malborska/Prusy Górne/Pogezania |
| 6.  | Koszalin                               | 106 235   | 105,50 km²   | Polska  | województwo zachodniopomorskie  | Pomorze Zachodnie                                                               |
| 7.  | Grudziądz                              | 92 894    | 57,80 km²    | Polska  | województwo kujawsko-pomorskie  | Pomorze Nadwiślańskie, ziemia chełmińska                                        |
| 8.  | Słupsk                                 | 86 737    | 52,72 km²    | Polska  | województwo pomorskie           | Pomorze Zachodnie                                                               |
| 9.  | Piła                                   | 71 846    | 102,68 km²   | Polska  | województwo wielkopolskie       | Wielkopolska lub Pomorze Nadwiślańskie, Krajna                                  |
| 10. | Stargard                               | 67 430    | 48,08 km²    | Polska  | województwo zachodniopomorskie  | Pomorze Zachodnie                                                               |
| 11. | Greifswald (pol. Gryfia)               | 59 332    | 50,81 km²    | Niemcy  | Meklemburgia-Pomorze Przednie   | Pomorze Zachodnie                                                               |
| 12. | Stralsund (pol. Strzałów)              | 59 171    | 54,59 km²    | Niemcy  | Meklemburgia-Pomorze Przednie   | Pomorze Zachodnie                                                               |
| 13. | Tczew                                  | 59 105    | 22,26 km²    | Polska  | województwo pomorskie           | Pomorze Nadwiślańskie, Pomorze Gdańskie, Kociewie                               |
| 14. | Rumia                                  | 49 672    | 30,09 km²    | Polska  | województwo pomorskie           | Pomorze Nadwiślańskie, Pomorze Gdańskie, Kaszuby                                |
| 15. | Wejherowo                              | 48 735    | 26,99 km²    | Polska  | województwo pomorskie           | Pomorze Nadwiślańskie, Pomorze Gdańskie, Kaszuby                                |
| 16. | Starogard Gdański                      | 47 272    | 25,28 km²    | Polska  | województwo pomorskie           | Pomorze Nadwiślańskie, Pomorze Gdańskie, Kociewie                               |
| 17. | Kołobrzeg                              | 46 897    | 25,67 km²    | Polska  | województwo zachodniopomorskie  | Pomorze Zachodnie                                                               |
| 18. | Świnoujście                            | 40 696    | 197,23 km²   | Polska  | województwo zachodniopomorskie  | Pomorze Zachodnie                                                               |
| 19. | Szczecinek                             | 39 705    | 48,48 km²    | Polska  | województwo zachodniopomorskie  | Pomorze Zachodnie                                                               |
| 20. | Chojnice                               | 39 484    | 21,05 km²    | Polska  | województwo pomorskie           | Pomorze Nadwiślańskie, Pomorze Gdańskie, Bory Tucholskie                        |
| 21. | Kwidzyn                                | 38 179    | 21,54 km²    | Polska  | województwo pomorskie           | Prusy lub Pomorze Nadwiślańskie, Powiśle/Prusy Górne/Pomezania                  |
| 22. | Malbork                                | 37 898    | 17,2 km²     | Polska  | województwo pomorskie           | Prusy lub Pomorze Nadwiślańskie, Powiśle/ziemia malborska/Prusy Górne/Pomezania |
| 23. | Sopot                                  | 35 049    | 17,28 km²    | Polska  | województwo pomorskie           | Pomorze Nadwiślańskie, Pomorze Gdańskie, Kaszuby                                |
| 24. | Lębork                                 | 34 977    | 17,86 km²    | Polska  | województwo pomorskie           | Pomorze Nadwiślańskie, Pomorze Gdańskie, ziemia lęborsko-bytowska               |
| 25. | Schwedt/Oder (pol. Świecie Odrzańskie) | 33 524    | 360,73 km²   | Niemcy  | Brandenburgia                   | Pomorze Zachodnie, Marchia Wkrzańska                                            |
| 26. | Police                                 | 32 034    | 37,31 km²    | Polska  | województwo zachodniopomorskie  | Pomorze Zachodnie                                                               |
| 27. | Iława                                  | 33 128    | 21,88 km²    | Polska  | województwo warmińsko-mazurskie | Prusy lub Pomorze Nadwiślańskie, Powiśle/Prusy Górne/Pomezania                  |
| 28. | Pruszcz Gdański                        | 31 822    | 16,47 km²    | Polska  | województwo pomorskie           | Pomorze Nadwiślańskie, Pomorze Gdańskie                                         |
| 29. | Brodnica                               | 28 880    | 23,15 km²    | Polska  | województwo kujawsko-pomorskie  | Pomorze Nadwiślańskie, ziemia chełmińska                                        |
| 30. | Świecie                                | 25 634    | 17,55 km²    | Polska  | województwo kujawsko-pomorskie  | Pomorze Nadwiślańskie, Pomorze Gdańskie, Kociewie                               |
| 31. | Reda                                   | 25 102    | 33,46 km²    | Polska  | województwo pomorskie           | Pomorze Nadwiślańskie, Pomorze Gdańskie, Kaszuby                                |
| 32. | Białogard                              | 23 811    | 25,73 km²    | Polska  | województwo zachodniopomorskie  | Pomorze Zachodnie                                                               |
| 33. | Kościerzyna                            | 23 698    | 15,83 km²    | Polska  | województwo pomorskie           | Pomorze Nadwiślańskie, Pomorze Gdańskie, Kaszuby                                |
| 34. | Goleniów                               | 21 876    | 11,78 km²    | Polska  | województwo zachodniopomorskie  | Pomorze Zachodnie                                                               |
| 35. | Gryfino                                | 20 792    | 9,58 km²     | Polska  | województwo zachodniopomorskie  | Pomorze Zachodnie                                                               |

## Współpraca międzynarodowa
Gminy Pomorza współpracują w ramach euroregionów Bałtyk i Pomerania. Niemal każde miasto posiada jedno lub więcej miast partnerskich z różnych części Europy i świata.

## Eponimia
Od toponimu "Pomorze" pochodzą nazwy rodzajowe i gatunkowe:
- przytulii (współczesnej rośliny) Galium x pomeranicum Retz.[10] (= Galium album Miller x Galium verum L.)[11];
- złoci (współczesnej rośliny) Gagea pomeranica Ruthe[12], opisanej z dwóch lokalizacji na Wolinie[13], znanej również z południowej Francji[14];
- niepokalanka Vitex pomerana Fraga, Antar, J.Freitas & Lírio, opisanego z Brazylii (z regionu zamieszkanego przez emigrantów z Pomorza)[15][16];
- współczesnego protista Flabellula pomeranica Kudryavtsev, 2017 (z typu Amoebozoa), opisanego z okolic Rostocku (spoza Pomorza, z meklemburskiej części landu Meklemburgia-Pomorze Przednie)[17][18];
- kopalnego (jurajskiego) amonita Pomerania; przedstawiciele tego rodzaju znani są z Pomorza Zachodniego[19][20] [poprawną nazwą kambryjskiego stawonoga, opisanego pierwotnie pod nazwą Pomerania Lendzion, 1975, będącą młodszym homonimem nazwy rodzajowej amonita, jest Cassubia Lendzion, 1977[21]];
- kopalnego (ordowickiego) ramienionoga Pomeraniotreta Bednarczyk, 1986, opisanego z wiercenia w okolicach Łeby[22];
- kopalnych (żyweckich) małżoraczków Coeloenellina pomeranica Żbikowska, 1983 opisanego z wiercenia w okolicach Chojnic oraz Gerbeckites pomeranicus Żbikowska, 1983 opisanego z wiercenia w okolicach Miastka[23];

- kopalnego (fameńskiego) konodonta Polygnathus pomeranicus Matyja, 1993, opisanego z wiercenia w okolicach Chojnic[24];
- kopalnego (fameńskiego) koralowca czteropromiennego Bounophyllum pomeranicum Chwieduk, 2005, opisanego z wiercenia w Gorzysławiu[25];
- kopalnego (jurajskiego) jeżowca Tetragramma pomeraniae Kongiel, 1957, opisanego z kamieniołomu w Czarnogłowach[26][27].

a ponadto określenie fazy pomorskiej zlodowacenia północnopolskiego. 